# Karabin maszynowy vz. 59
Kulomet vzor 1959 – czechosłowacki uniwersalny karabin maszynowy.

## Historia konstrukcji
Czechosłowacja była jedynym krajem Układu Warszawskiego, który całkowicie zrezygnował z eksploatacji broni strzeleckiej skonstruowanej w ZSRR. Odpowiednikiem używanego w innych armiach Układu Warszawskiego radzieckiego ukm-u PK/PKS był przyjęty do uzbrojenia pod koniec lat 50. XX wieku kulomet vz. 59. Powstały trzy wersje tej broni:
- vz. 59L – uniwersalny karabin maszynowy kalibru 7,62 × 54 mm R
- vz. 59T – czołgowy karabin maszynowy
- vz. 59N – wersja eksportowa kalibru 7,62 × 51 mm NATO (nieprodukowana seryjnie)

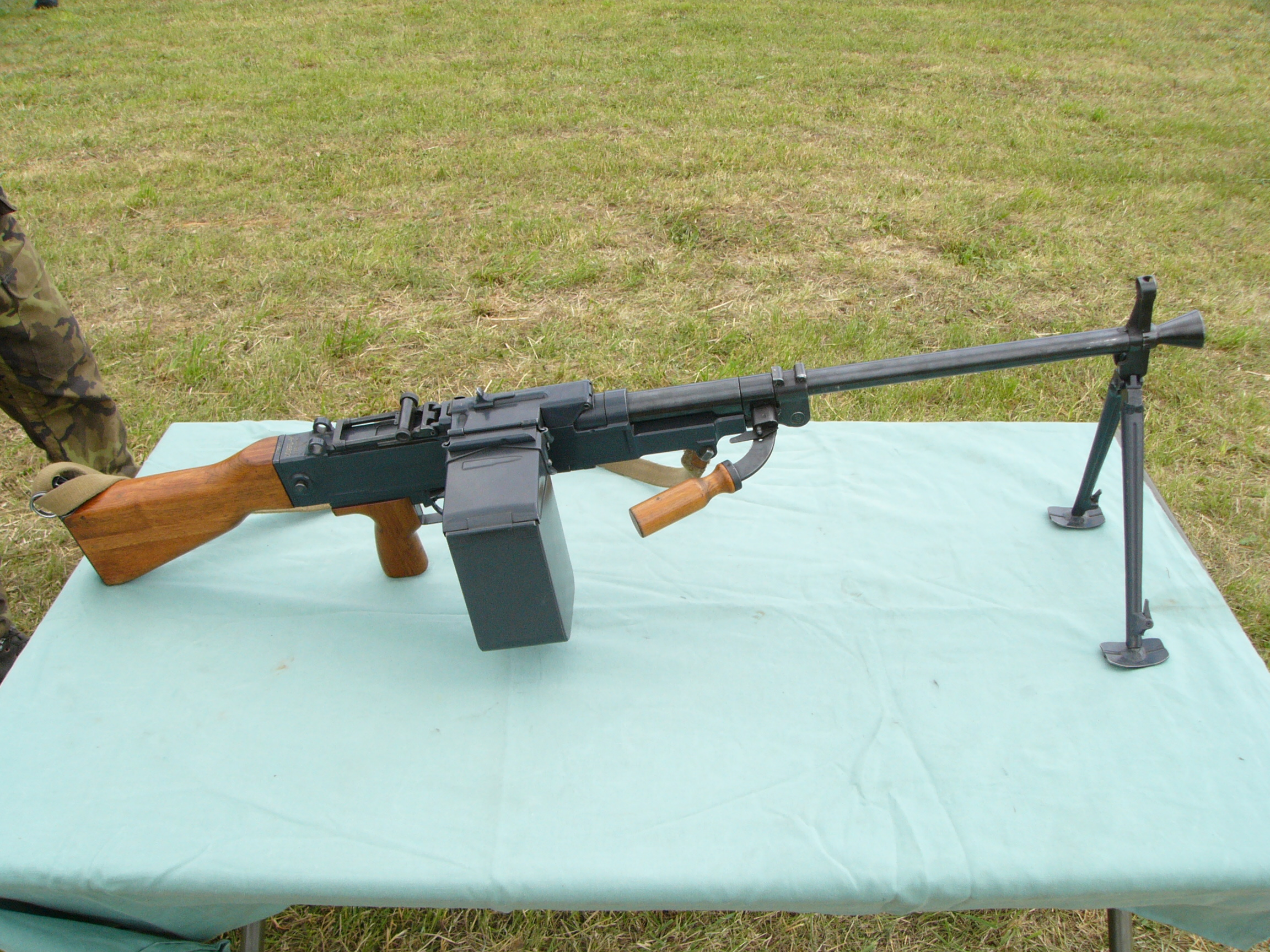
karabin maszynowy vz. 59L
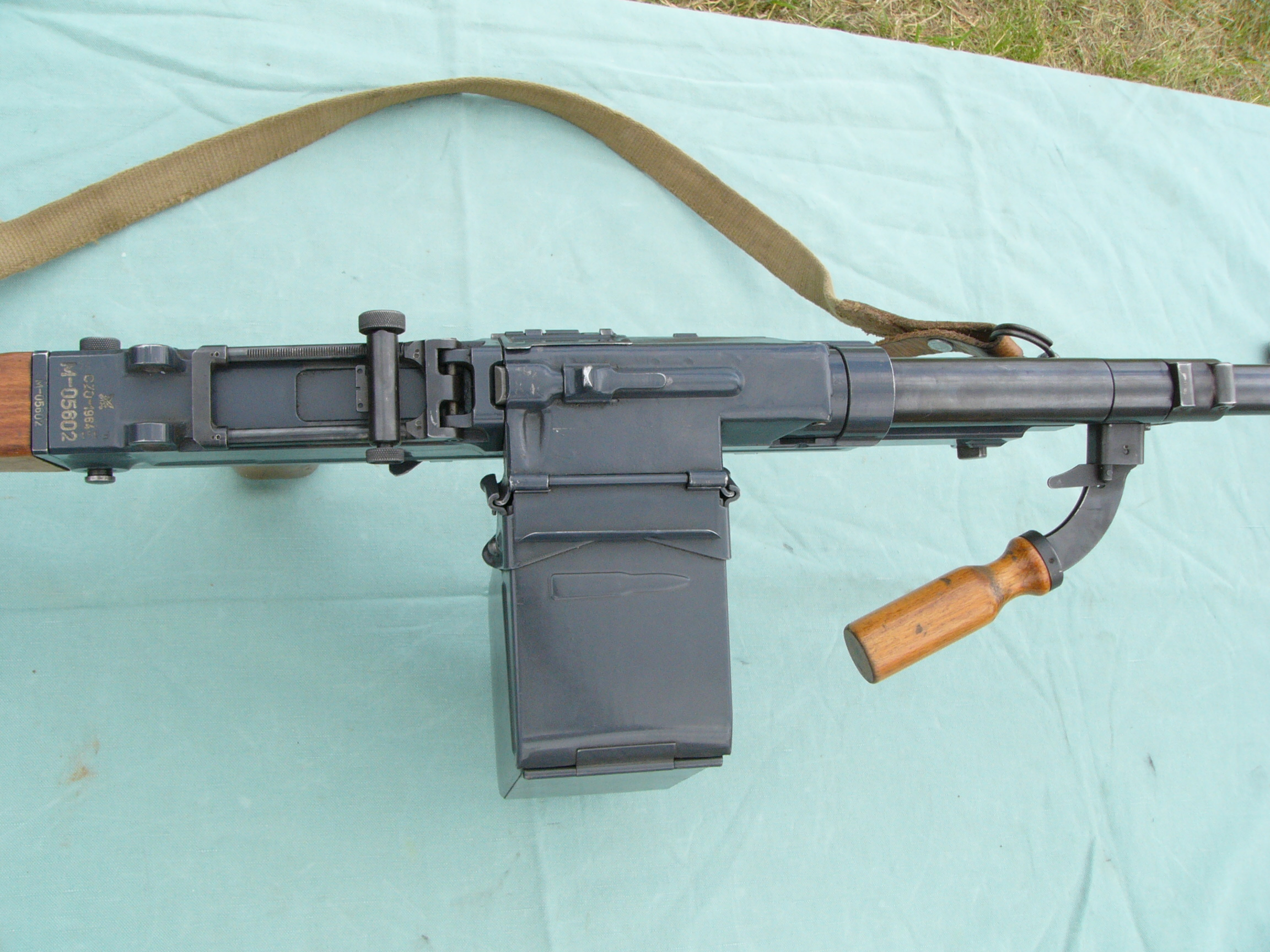
karabin maszynowy vz. 59L

W Czechosłowackiej Armii Ludowej karabiny maszynowe vz. 59 były używane w dwóch odmianach:
- jako rkm karabin maszynowy vz. 59 był wyposażany w lekką lufę i dwójnóg. Lżejsza lufa pozwalała zmniejszyć masę broni, ale musiała być wymieniona co 350 wystrzałów, co zmniejszało szybkostrzelność praktyczną. W tej wersji broń była zasilana z 50-nabojowej taśmy umieszczonej w skrzynce zamocowanej do prawej strony komory zamkowej.
- jako ckm karabin maszynowy vz. 59 był wyposażany w ciężką lufę i podstawę trójnożną. Lufa ciężka była wymieniana co 500 wystrzałów. Zasilanie broni w tej wersji odbywało się z taśmy o pojemności 250 naboi, podawanej ze skrzynki ustawionej obok podstawy.

Taśma amunicyjna używana do zasilania karabinu maszynowego vz. 59 jest taśmą metalową, ciągłą o ogniwkach otwartych. Jest to taśma nietypowa, poza ukm-em vz. 59 używana tylko w chińskim ukm-ie Typ 67 (taśma chińska składa się z segmentów 25 lub 50 naboi).
Obecnie karabin maszynowy vz. 59 nadal pozostaje na uzbrojeniu armii Czech i Słowacji.

## Opis konstrukcji
Kulomet vzor 59 jest zespołową bronią samoczynną. Zasada działania oparta na odprowadzaniu gazów prochowych przez boczny otwór w lufie. Ryglowanie ryglem wahliwym. Mechanizm spustowy umożliwia tylko ogień ciągły. Zasilanie taśmowe. Jeśli karabin jest używany jako rkm, taśma o pojemności 50 naboi jest przechowywana w blaszanej skrzynce amunicyjnej przyłączonej z prawej strony komory zamkowej. Jako ckm karabin jest używany z taśmą o pojemności 250 naboi (skrzynka amunicyjna jest w takim przypadku ustawiana obok broni). Karabin posiada lufę szybkowymienną, zakończoną stożkowym tłumikiem płomienia. Przyrządy celownicze składają się z muszki stałej i nastawnego celownika ramkowego. Karabin maszynowy vz. 59 może być wyposażony w celownik optyczny o powiększeniu 4x lub noktowizor. Dwójnóg karabinu maszynowego vz. 59 jest mocowany do lufy i posiada możliwość regulacji długości nóg. Podstawa trójnożna pozwala na prowadzenie ognia przeciwlotniczego.